# Acalolepta hachijoensis
Acalolepta hachijoensis là một loài bọ cánh cứng trong họ Cerambycidae.